# Assassination Nation
Assassination Nation è un film del 2018 scritto e diretto da Sam Levinson.

## Trama
Durante l'ultimo anno di liceo, Lily e le sue amiche trascorrono il loro tempo tra feste e social network, pronte in ogni istante a postare selfie e video della loro quotidianità. Ma quando foto e video privati vengono diffusi in rete da un anonimo hacker, distruggendo le loro vite, negli abitanti della cittadina di Salem si scatena il delirio che porta alla follia omicida.

## Distribuzione
Il film è stato presentato in anteprima il 21 gennaio al Sundance Film Festival 2018 e distribuito nelle sale cinematografiche statunitensi e canadesi dal 21 settembre 2018.